# Gericom
Die Gericom AG (German Industry Computer) war ein in Linz (Oberösterreich) ansässiger Notebook-, Computerzubehör und Fernsehgerät-Hersteller. Infolge der Übernahme durch die taiwanische Quanmax, Inc. firmierte das Unternehmen von 2008 bis 2012 als Quanmax AG, inzwischen als wieder eigenständige S&T AG.

## Geschichte

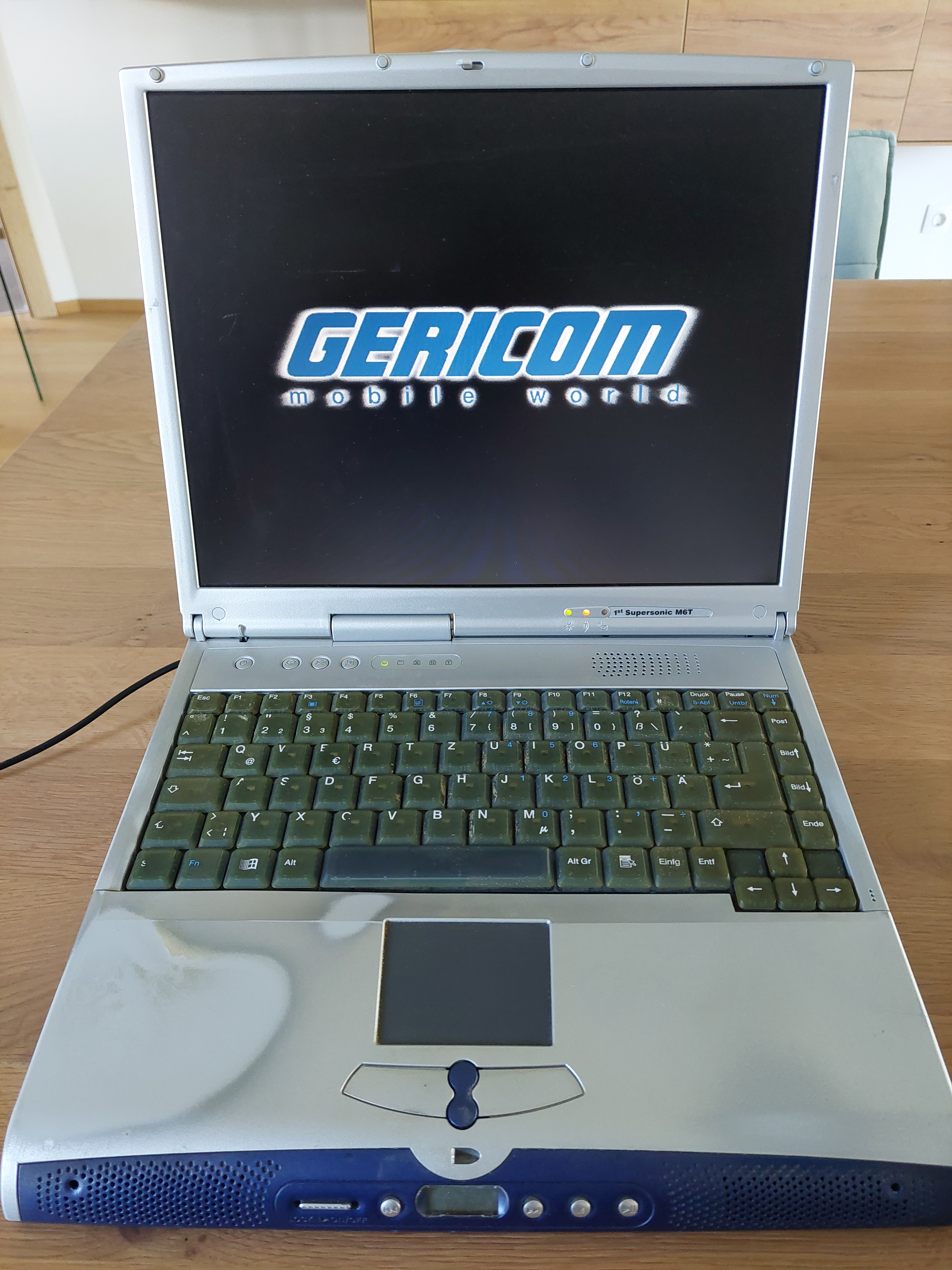
Gericom 1st Supersonic M6T

Der Sitz des 1990 von Hermann Oberlehner gegründeten Unternehmens ist in Linz. Das Unternehmen firmierte bis in das Jahr 2000 unter  S plus S (oder auch S+S). Gericom war nur ein von 1993 bis 2000 eingesetzter Markenname; im Zuge des Börsenganges im Jahr 2000 wurde das Unternehmen auf den bekannteren Eigenmarkennamen umbenannt.
Ursprünglich war der Geschäftsbereich der Vertrieb von Speicherchips für Industrie- und EDV-Anlagen, kurz darauf konzentrierte sich das Unternehmen auch auf den Vertrieb von PC-Systemen, Computerkomponenten und Peripheriegeräten. Somit war Gericom selbst als Distributor für Hardware-Hersteller tätig, stellte aber auch selbst PC-Systeme und Notebooks her. Dieser Herstellungsprozess bestand aus aber nur aus Montage von Baugruppen.
Anfangs erfolgte der Vertrieb über die Metro AG (also MediaMarkt, Saturn und Metro-Großmärkte), später belieferte das Unternehmen auch kleine Computerfachhändler und Großbetriebe direkt. 1998 folgte man dem Trend des Online-Handels mit einem eigenen Webshop für Endkunden. Ergänzend dazu wurde in Linz ein Factory-Outlet-Shop errichtet. Zusätzlich verstärkte Gericom seine Marktanteile, indem der Hersteller auch Notebooks an Discounter wie Aldi, Hofer, Plus oder Lidl lieferte.
Die Produkte wurden nicht selbst entwickelt und gestaltet. Speziell die Notebooks wurden als fertige Plattformen aus Taiwan und anderen fernöstlichen Ländern zugekauft. Die Endfertigung erfolgte in Linz. Eigentliche Hersteller der Notebooks waren zum Beispiel Clevo, Arima, Mitac, FIC, Uniwill, MSI oder Quanta.
In den 1990er-Jahren konnte Gericom Kunden gewinnen, indem das Unternehmen mit den Handelsriesen Kleinserien oder Produktserien für spezielle Werbeaktionen individuell produzierte und den Einkauf speziell an die Quartalspreisverfälle der Speicher- und CPU-Hersteller anpasste. Dieses Geschäftsmodell verfolgten später auch andere OEM-Hersteller wie Medion oder Actebis (Targa).
Nach den für Gericom erfolgreichen Jahren 2000 bis 2003 brach der Umsatz massiv ein. 2004 musste die Gericom AG Kapitalgeber zur Sicherung der Existenz suchen. 
Im März 2004 gab es Pläne, 24,9 Prozent der Aktienanteile des Hauptaktionärs und Gründers des Unternehmens, Oberlehner, an den deutschen Konkurrenten Medion zu verkaufen. Durch diesen Schritt konnte die unmittelbar bevorstehende Insolvenz vermieden werden. Wenige Wochen nach Bekanntgabe der Pläne weigerte sich Oberlehner jedoch, seine Anteile wie vereinbart an Medion zu übertragen. Das Gerichtsverfahren wurde zugunsten Gericom entschieden.
Brancheninsider brachten den Umsatzeinbruch mit der mangelnden Service-Qualität des Unternehmens in Verbindung. Die Geräte waren laut verschiedenen Benutzerberichten überdurchschnittlich oft defekt. Außerdem ließe die Reparaturdauer und Reparatur-Qualität oft zu wünschen übrig. Gericom publizierte zudem keine Service-Anleitungen. Das Image der Marke Gericom nahm dadurch stark ab.
Im Bilanzjahr 2007 betrug der Umsatz 27,6 Millionen Euro gegenüber noch 63 Millionen Euro im Vorjahr 2006. Der Verlust konnte von 27,6 Millionen Euro auf 0,9 Millionen Euro reduziert werden.
Noch zu Weihnachten 2006 prognostizierte man für das Jahr 2008 einen Umsatz von 100 Millionen Euro mit ca. 100 Mitarbeitern. Tatsächlich waren es 40 Mitarbeiter mit einem wahrscheinlichen Umsatz von ca. 30 Millionen Euro.
Die Deutsche Schutzvereinigung für Wertpapierbesitz setzte Gericom mit über 96 Prozent Kursverlust auf Platz zwei ihrer Watchlist der größten Wertvernichter unter in Deutschland notierten Aktiengesellschaften 2001–2006.
Der Aktienkurs lag Anfang Juli 2008 bei ca. 0,70 Euro pro Stück, im Vergleich zum Höchststand von fast 14 Euro im Erfolgsjahr 2003.
Im August 2008 wurde Gericom mehrheitlich durch den taiwanischen Hersteller Quanmax übernommen. Nach der Übernahme ging aus der Gericom AG in Folge die Quanmax AG hervor, die an der Frankfurter Börse notiert war. Die Quanmax AG verfügte über eine eigene Entwicklungsabteilung und ließ Produkte zum Teil auch in Österreich produzieren. CEO der neuen Quanmax AG wurde Michael Jeske, Aufsichtsratsvorsitzender wurde Hannes Niederhauser, Mitgründer und langjähriger Unternehmenschef des deutschen Kleincomputerherstellers Kontron.